# Antennaria monocephala
Antennaria monocephala — вид трав'янистих рослин родини айстрові (Asteraceae), поширений на півночі Північної Америки й на Чукотці. Етимологія: дав.-гр. μονοϛ — «єдино-», дав.-гр. κεφαλη — «голова».

## Опис
Рослини дводомні (чоловічі рослини невідомі); багаторічні трави, які утворюють або не утворюють пучки. Наявні лише волокнисті корені (волокнисті коріння, що виникають з підземного стебла). Рівня землі або підземні стебла горизонтальні або вертикальні столоноподібні подовжені (довжиною 20–40 мм) або компактні, шириною (0.8)1–3 мм. Стеблекорінь присутній (вузька зона на рівні землі). Рослини 5–13(15) см (стебла зазвичай залозисті, вертикальні). Листя в основному базальне, або базальне в розетці. Базальне листя 1-жильне, 9–18 × 2–4 мм; нижня поверхня листа покрита волоссям; верхня поверхня листа гладка, зелено-безволоса чи сіро-опушена. Стеблове листя лінійне, 4–11 мм.
Квіткові стебла волосаті; волоски прості, білі або напівпрозорі. Квіткові голови зазвичай одиночні (рідше 2–3) кулясті або субкулясті, довжиною 0.7–1.2 см; шириною 11–14 мм. Квіткові голови глибиною 8–12 мм; шириною 11–13 мм, з тільки квітами диска. Приквітки присутні. Кількість рядків 2–3. Зовнішні приквітки переважно зелені, ланцетні висотою 5–6 мм, шириною 1–2 мм, голі (у верхівці), або рідко волосаті. Внутрішні приквітки ланцетні, висотою 6–6.5 мм, шириною 1.2–1.3 мм, краї широкі, вершини цілі (гострі). Квіти радіально симетричні, одностатеві. Чашолистки представлені паппусом. Папус з одним рядком волосся; білуватий. Дискових квітів папус довжиною 4–5 мм. Пелюстки звичайні, 5, білі (загалом), або червона, або рожева, або фіолетова (нижні 75 %, прозорі у верхній частині); 4–4.5 мм довжиною. Плоди сидячі, сухі, жовтуваті або коричневі, 1–1.3(1.8) мм довжиною, голі (зазвичай), поверхня без жилок, однонасінні, не розщеплюються коли стиглі.

## Поширення
Північна Америка: Ґренландія, арктична Канада, США; Азія: Чукотка. Населяє вологу тундру, нестабільні, гравійні схили; 0–2900 м.